# Frederick M. Smith
Frederick Madison Smith, född 1874, död 1946, ofta kallad Fred M, var en amerikansk religiös ledare och sonson till Sista dagars heliga-rörelsens grundare Joseph Smith. Han efterträdde 1914 sin far Joseph Smith III som president för den Reorganiserade Jesu Kristi Kyrka av Sista Dagars Heliga.  
Smiths dotter Louise blev moder till Frederick N. Larsen. Smith dog 1946 och efterträddes av sin bror Israel A. Smith.